# Lossatal
Lossatal è un comune di 6.537 abitanti della Sassonia, in Germania.

Appartiene al circondario (Landkreis) di Lipsia (targa L).

## Storia
Il comune venne formato il 1º gennaio 2012 dalla fusione dei comuni di Falkenhain e Hohburg. Il nome della nuova città significa "Valle della Lossa", con riferimento al fiume che scorre nei pressi.